# Visage Technologies AB
Visage Technologies AB — шведская компания-разработчик программного обеспечения в области компьютерного зрения и окулографии. Их основным продуктом является комплект средств разработки Visage SDK.

## История
Компания была основана в 2002 году в Линчёпингe. Главный офис компании находится в Загребe. Их основателями были вкладчики к MPEG-4 стандарту (англ. MPEG-4 Face and Body Animation International Standard). Далее, их основатели были выходцами из предыдущей академической среды и, следовательно, они сотрудничают с научными учреждениями, например Факультет электротехники и вычислительной техники в Загребе.